# Alfa Romeo 2300
Alfa Romeo 2300 to brazylijska limuzyna klasy wyższej-średniej, produkowana przez FNM od 1974 roku (od 1978 produkcję kontynuowano pod kierownictwem Fiata, przez kolejne 8 lat). Następca modelu FNM 2150.
Z wyglądu samochód przypomina produkowaną w Europie Alfettę, jest jednak znacznie większy. Faktem jest, że w toku prac rozwojowych nad Alfą 6 zmieniono projekt nadwozia, zaś dotychczasowe szkice nadwozia zostały wykorzystane w stylizacji brazylijskiej Alfy 2300. Również położenie skrzyni biegów jest inne niż w przypadku Alfetty, w której zastosowano układ transaxle. W modelu 2300 skrzynia biegów jest umieszczona podobnie jak w przypadku Alfy 6 - za silnikiem. Podzespoły techniczne Alfy Romeo 2300 są rozwinięciem starszej Alfy 1900. Jako źródło napędu stosowano rzędowe silniki czterocylindrowe, wykorzystujące żeliwny blok. Silniki te były jednak znacznie potężniejsze od poprzednich konstrukcji, z racji wzrostu pojemności do 2.3 l. Wszystkie silniki wyposażone zostały w dwa wałki rozrządu, napędzane łańcuchem. Od 1976 oferowano zmodernizowane modele - 2300 B, oraz usportowiony 2300 Ti z silnikiem zasilanym dwoma podwójnymi gaźnikami Solex. Modyfikacje obejmowały przestylizowanie wnętrza, co zaowocowało wzrostem ergonomii, poprawiono także estetykę nadwozia - powiększono światła tylne, zmieniono klamki, zastosowano też bardziej wyraziste logo oraz tarczę. Jednostki napędowe zostały przystosowane do zasilania benzyną o niższej liczbie oktanowej, co zaowocowało także zmniejszeniem zapotrzebowania na paliwo, moc pozostała na tym samym poziomie, wzrósł moment obrotowy. Silnik otrzymał więcej poduszek, usprawniono też zawieszenie tylne. Model 2300 Ti posiadał w standardzie cztery zagłówki i klimatyzację, był też pierwszym brazylijskim samochodem wyposażonym w trzypunktowe pasy bezpieczeństwa. Alfa Romeo 2300 została przetestowana na dystansie 30 000 kilometrów przez magazyn motoryzacyjny Quatro Rodas. Testy wykazały trwałość podzespołów mechanicznych, zaletą był także duży zbiornik paliwa, jednakże samochód krytykowano za drobne usterki oraz podatność na korozję.

## Pod zarządem Fiata
W 1978 r. Fiat przejął kontrolę nad FNM, zaś produkcję Alfy Romeo 2300 przeniesiono do Betim. Pod kierownictwem Fiata ulepszono zabezpieczenia antykorozyjne. Od 1980 modele 2300 B oraz 2300 Ti zostały zastąpione przez - odpowiednio - 2300 SL oraz 2300 Ti4. Wśród zmian pojawiły się rolety tylnej szyby, antena wbudowana w przednią szybę, w wersji 2300 Ti4 zastosowano także wspomaganie kierownicy oraz hamulce tarczowe na wszystkich kołach. W 1981 roku dodano do oferty także silniki przystosowane do zasilania etanolem, w których podniesiono stopień sprężania, w tym samym roku po raz pierwszy uzyskano lepszy wynik sprzedaży od jednego z głównych konkurentów Forda Landau. Dwa lata później Alfa Romeo 2300 była najdroższym samochodem na rynku brazylijskim, sprzedaż znów zaczęła spadać. W roku modelowym 1985 po raz kolejny przestylizowano nadwozie, poszerzono atrapę wlotu powietrza oraz tylne światła. Nowością był metalowy zderzak z plastikowymi kłami. Wśród udogodnień znalazła się elektrycznie otwierana pokrywa bagażnika i klapka wlewu paliwa. Wśród zmian mechanicznych przeniesiono położenie wsporników silnika, rozrusznik zastąpiono mocniejszym. Wprowadzono wygodniejsze siedzenia tylne, nową kierownica. Zmodernizowany pojazd został przemianowany na „Alfa Romeo 85”. Produkcja miała zostać przerwana do listopada 1986 roku. Alfy Romeo 2300 była ostatnim osobowym modelem FNM, opracowanym w Brazylii. Przez cały okres produkcji zbudowano 29 564 egzemplarze.
Nieznana ilość pojazdów została sprzedana w Europie, gdzie od 1978 roku oferowano je pod nazwą Alfa Romeo 2300 Rio. Cechowały się one silnikiem o podniesionym stopniu sprężania. Alfy 2300 Rio nie znalazły wielu nabywców, większość z nich niszczała w holenderskich dokach, wystawiona na działanie morskiego powietrza.

## Alfa Romeo 2300 w wyścigach
Alfa Romeo 2300 uczestniczyła również w rajdach samochodów Grupy B. Podczas 25-godzinnego wyścigu Interlagos w 1976 roku, jedna Alfa Romeo zajęła piąte miejsce w klasyfikacji generalnej, pokonując znacznie mocniejszego Chevroleta Opalę oraz Forda Mavericka.
Na Międzynarodowym Rajdzie Brazylii w 1979 roku, kierowca polskiego pochodzenia, Wilson Fittipaldi Júnior wystartował w Alfie Romeo 2300, mając za pilota Carlosa Güido Weck'a. Zajęli oni piąte miejsce w klasyfikacji ogólnej, po przejechaniu dystansu 2,2 tysiąca kilometrów.

## Dane techniczne[7]
| Model          | Moc (KM przy obr./min)   | Moment obrotowy (Nm przy obr./min) | Stopień sprężania | Sposób zasilania         | Przyśpieszenie 0 - 100 km/h (s) | Prędkość maksymalna (km/h) | Średnie spalanie (l /100 km) [dane rzeczywiste] |
| -------------- | ------------------------ | ---------------------------------- | ----------------- | ------------------------ | ------------------------------- | -------------------------- | ----------------------------------------------- |
| 2300           | 140 / 5700               | 206 / 3500                         | 7,5 : 1           | gaźnik Solex C34EIES     | 11.7                            | 169                        | 13.1 [12,7]                                     |
| 2300 B         | 141 / 5700               | 211 / 3500                         | 7,5 : 1           | gaźnik Solex C34EIES     | 11.7                            | 170                        | 8.4 [11,5]                                      |
| 2300 Ti        | 149 / 5700               | 226 / 3500                         | 7,5 : 1           | 2 gaźniki Solex C40DHC   | 10.2                            | 175                        | b.d. [12,9]                                     |
| 2300 Ti Álcool | 145 / 5200 (na etanolu)  | 226 / 3400                         | 10,6 : 1          | gaźnik Solex H34SEIE     | 11,2                            | 172                        | b.d. [19,2]                                     |
| 2300 Ti Álcool | 115 / 5200 (na benzynie) |                                    | 10,6 : 1          | gaźnik Solex H34SEIE     | 11,2                            | 172                        | b.d.                                            |
| 2300 Ti 4      | 149 / 5500               | 235 / 3500                         | 7,5 : 1           | gaźnik Weber C40ADDHE125 | 10.2                            | 183                        | 11.5 [13,5]                                     |
| 2300 Rio       | 163 / 5500               | 239 / 5500                         | 9 : 1             | 2 gaźniki Solex C40DHC   | 9,2                             | 184                        | 13.4 [b.d.]                                     |